# Soupir
Soupir ist eine französische Gemeinde mit 270 Einwohnern (Stand 1. Januar 2022) im Département Aisne in der Region Hauts-de-France; sie gehört zum Arrondissement Soissons, zum Kanton Fère-en-Tardenois und zum Gemeindeverband Val de l’Aisne.

## Geographie
Die Gemeinde Soupir liegt etwa 18 Kilometer südlich von Laon und 18 Kilometer östlich von Soissons. Im Süden reicht das Gemeindegebiet bis an die Aisne und den parallel verlaufenden Aisne-Seitenkanal, im Nordosten streift der Oise-Aisne-Kanal das Gemeindeareal. Nördlich von Soupir erhebt sich der Höhenzug des Chemin des Dames. Nachbargemeinden von Soupir sind Braye-en-Laonnois im Norden, Moussy-Verneuil im Osten, Pont-Arcy im Südosten, Saint-Mard im Süden, Cys-la-Commune im Südwesten, Chavonne im Westen sowie Ostel im Nordosten.

## Geschichte
1917 war das Dorf Schauplatz der Schlacht an der Aisne und wurde vollständig zerstört. Im Tal befinden sich zehntausende Soldatengräber.

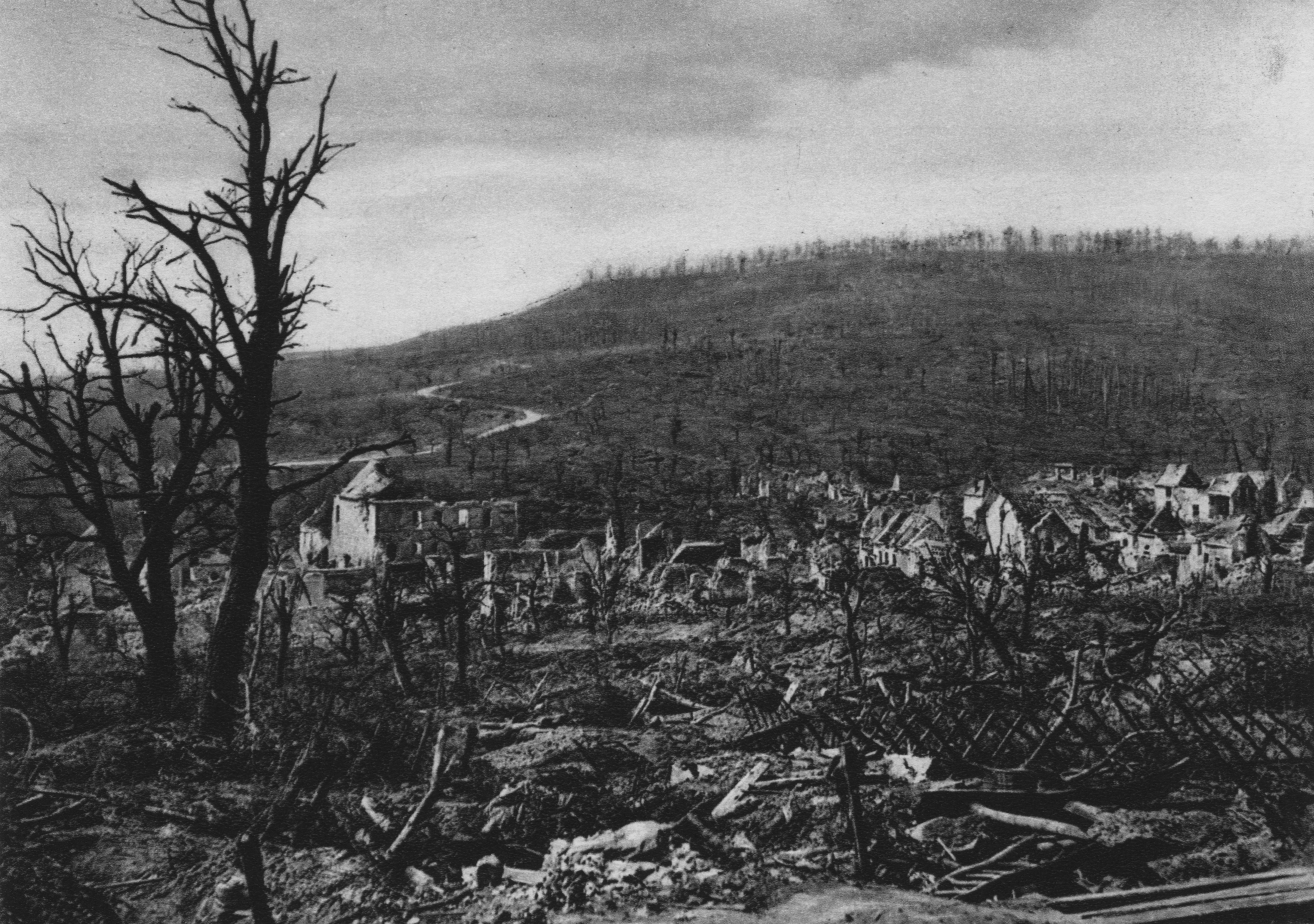
Zerstörtes Dorf im Mai 1917

### Bevölkerungsentwicklung
| Jahr                       | 1962 | 1968 | 1975 | 1982 | 1990 | 1999 | 2007 | 2012 | 2022 |
| -------------------------- | ---- | ---- | ---- | ---- | ---- | ---- | ---- | ---- | ---- |
| Einwohner                  | 266  | 307  | 283  | 289  | 287  | 282  | 306  | 288  | 270  |
| Quellen: Cassini und INSEE |      |      |      |      |      |      |      |      |      |

## Sehenswürdigkeiten
- Kirche Notre-Dame, Monument historique[1]
- Reste des Schlosses Soupir, das im 16. Jahrhundert entstand und im späten 19. Jahrhundert umgebaut und erweitert wurde. Das im Ersten Weltkrieg zerstörte Schloss wurde nicht wieder aufgebaut, die Ruinen stehen unter Denkmalschutz (Monument historique).[2]
- drei Soldatenfriedhöfe

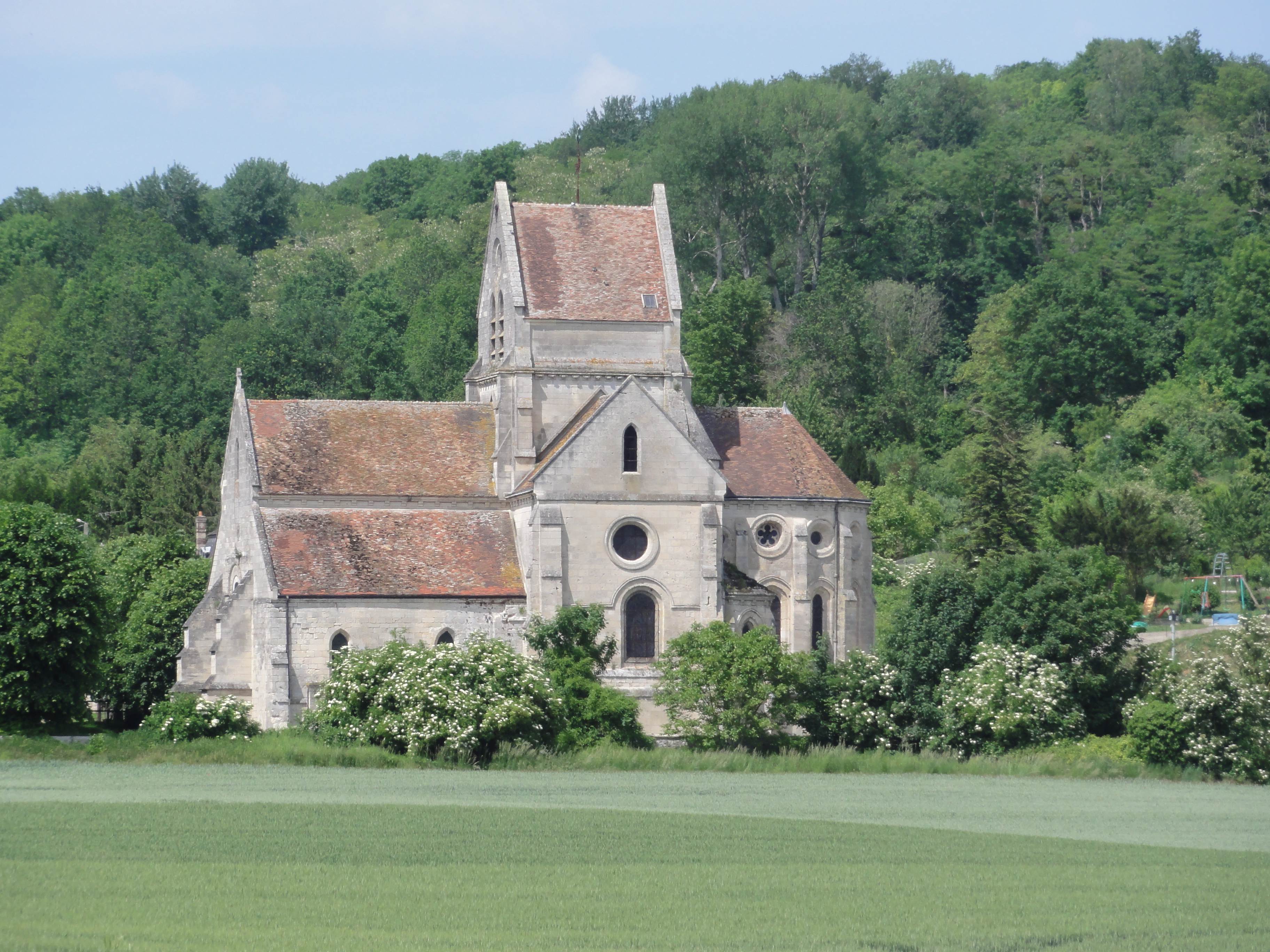
Kirche Notre-Dame
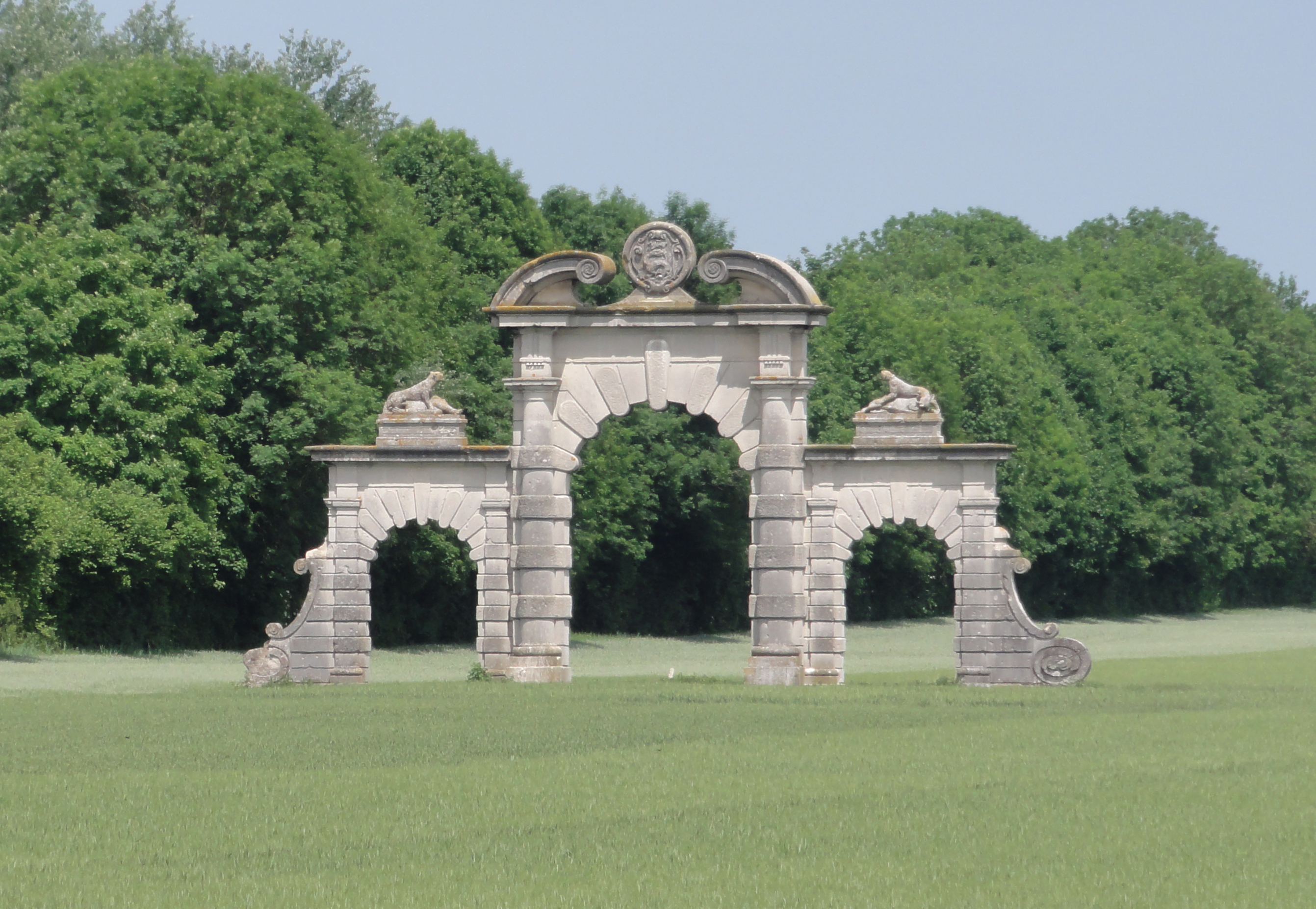
Reste des Schlosses Soupir
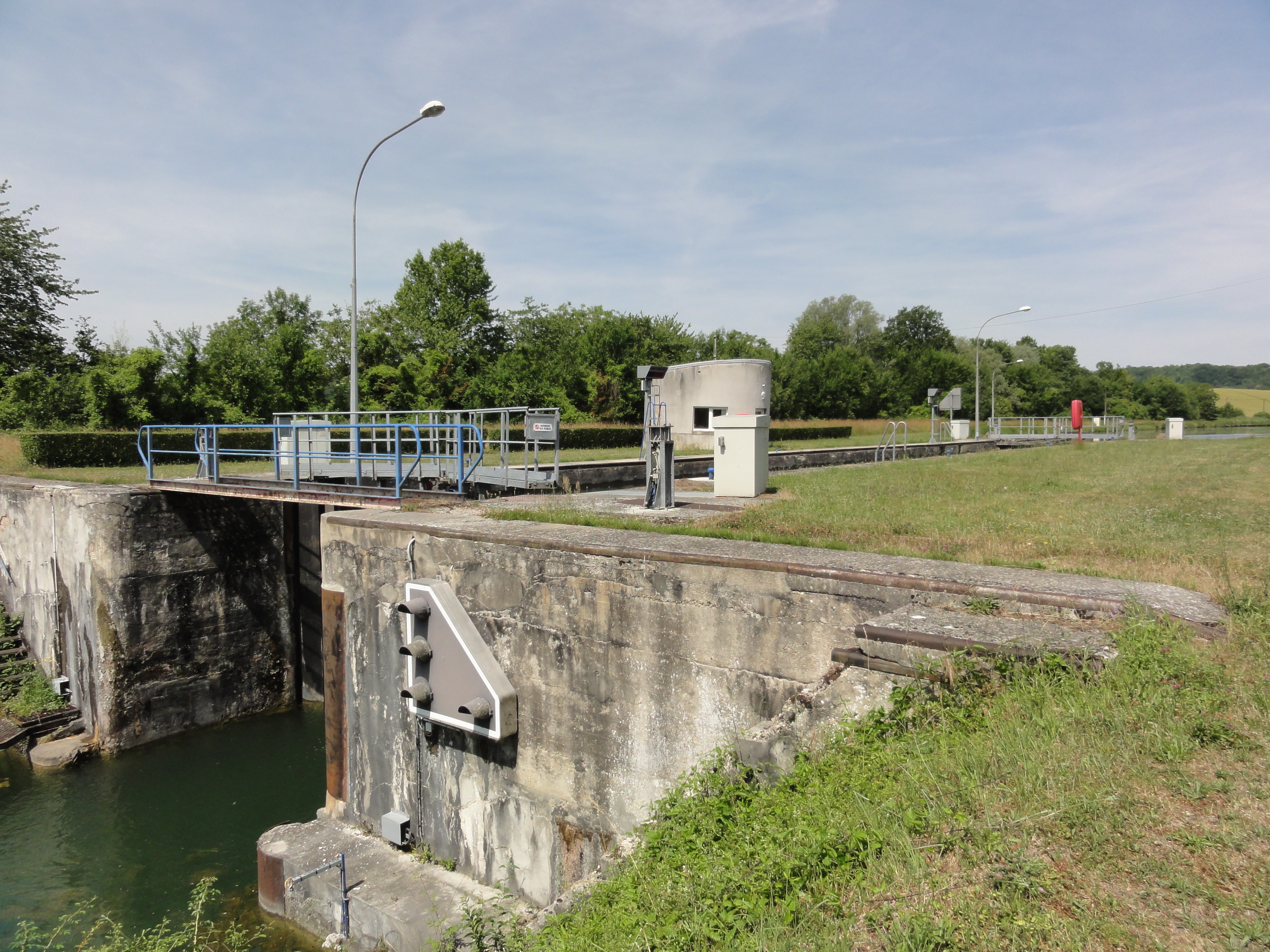
Schleuse Nr. 12 am Oise-Aisne-Kanal
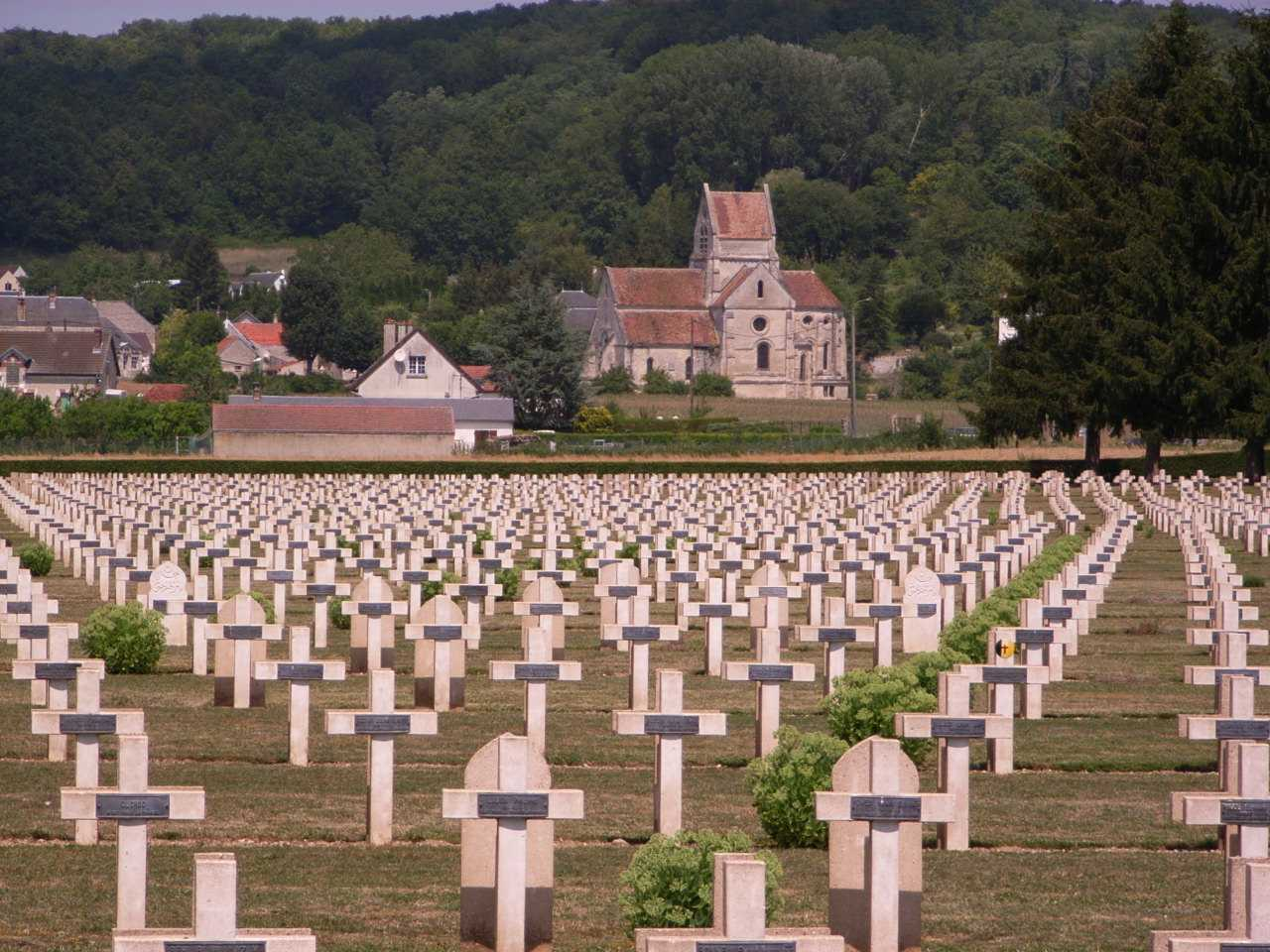
Französischer Soldatenfriedhof, im Hintergrund die Kirche Notre-Dame
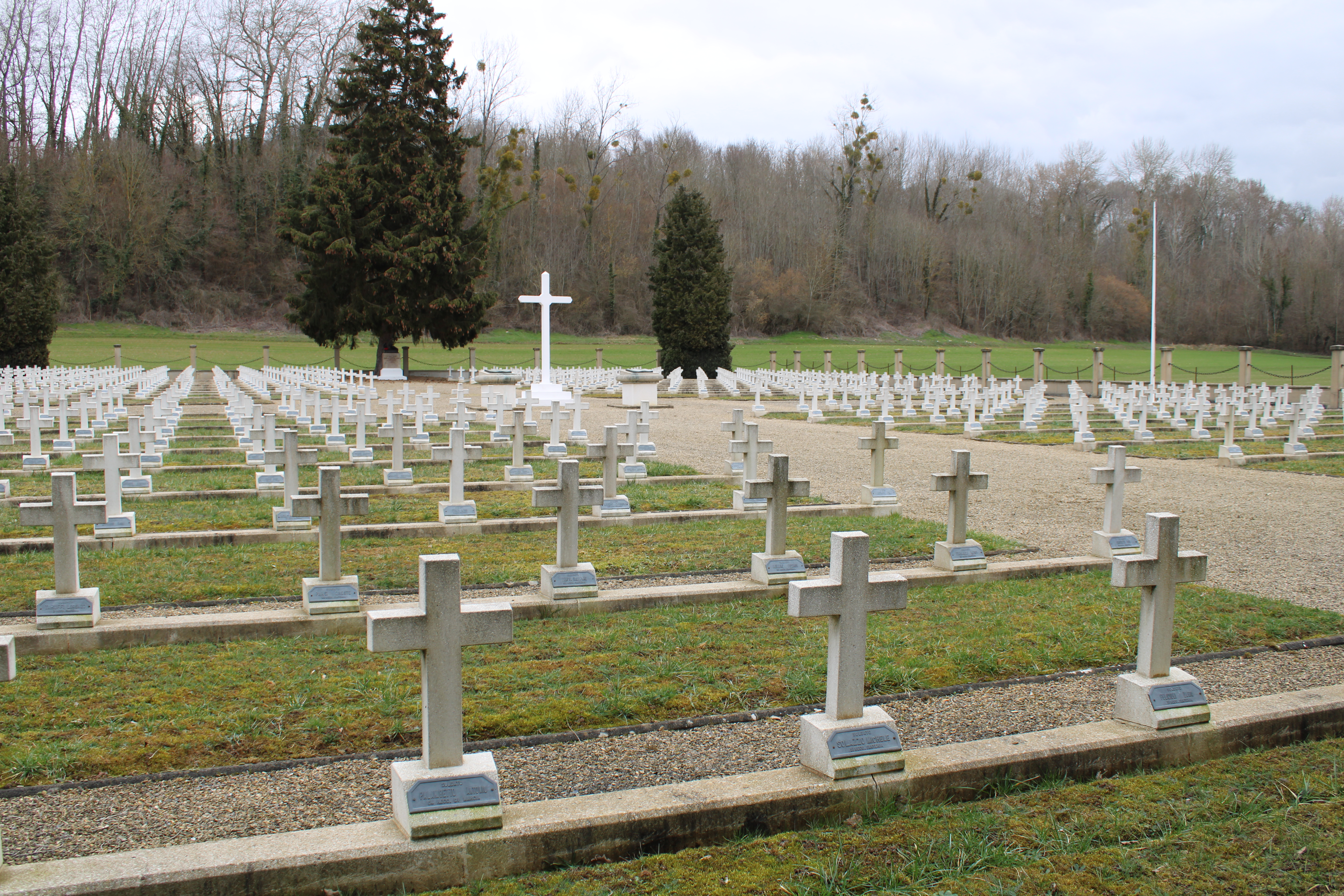
Italienischer Soldatenfriedhof
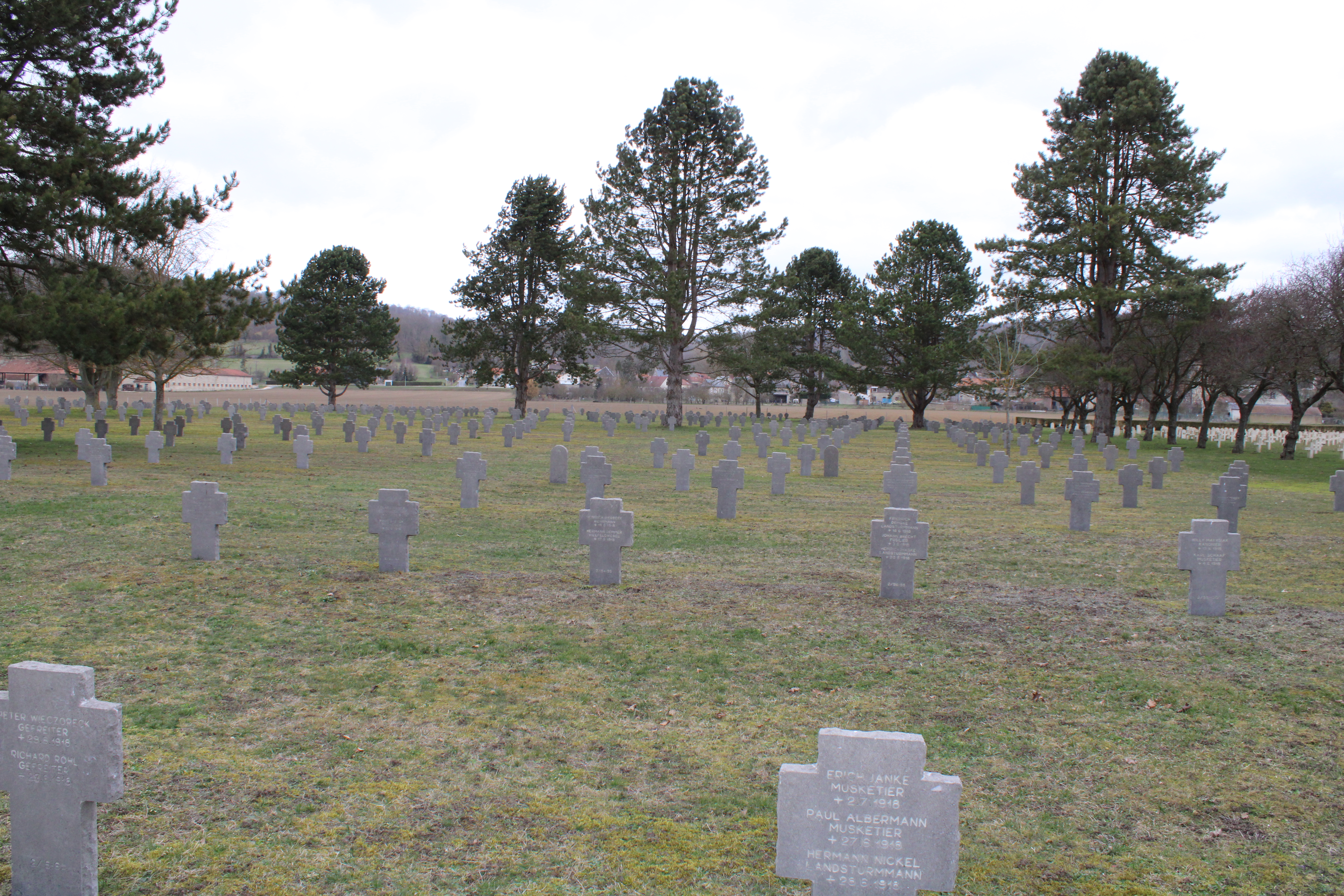
Deutscher Soldatenfriedhof